# .pro

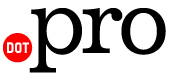
로고

도메인 이름 pro는 인터넷 도메인 네임 시스템의 일반 최상위 도메인이다. 이 이름은 전문가의 영단어 프로페셔널(professional)에서 파생되었으며, 이는 인증된 전문가가 사용하도록 의도되었음을 나타낸다.

## 역사
2000년 10월 제이슨 드러몬드(Jason Drummond)는 새로운 최상위 도메인 이름(TLD)에 대한 개념을 생각해 냈고 .pro에 대해 레지스터닷컴(Register.com)과 공동 입찰하기 위해 레지스트리프로(RegistryPro)를 설립했다. 2002년 5월 레지스트리프로는 글로벌 도메인 이름을 관리하는 조직인 ICANN과 계약을 체결하여 새로운 최상위 도메인(TLD) .pro에 대한 레지스트리를 운영하게 된다.
이 도메인은 원래 2004년 6월에 시작되었으며 캐나다, 독일, 영국 및 미국의 회계사, 엔지니어, 변호사 및 의료 전문가 등 4개 직업으로 등록이 제한되었다.
2005년 3월, 등록 기관인 EnCirca는 확인되지 않은 사람과 기업이 프로 도메인을 등록할 수 있도록 하는 논란의 여지가 있는 프로포워딩(ProForwarding) 서비스를 도입했다. 그러면 등록자는 도메인이 활성화되기 전에 30일 동안 확인된 자격 증명을 제공해야 했다. 2008년 1월까지 총 등록 건수는 6,899건에 달했다.
ICANN과의 협의에 따라 이 도메인은 모든 국가의 정부 인증 전문가를 포함하도록 더 넓은 범위로 2008년 9월에 다시 출시되었다. 등록자는 자신의 전문가 자격을 자체 인증하고 등록 전에 이용 약관에 동의한 후 자세한 라이선스 정보를 제공해야 한다.
2012년에 레지스트리프로는 아필리아스 리미티드(Afilias Limited)에 인수되었다.

## 같이 보기
- 최상위 도메인
- 도메인 네임